# رژه نمک

گاندی در رژهٔ نمک

رژهٔ نمک یا ساتیاگراهای نمک بخش بسیار تأثیرگذاری از جنبش استقلال‌طلبی هند بود که در ماه مارس ۱۹۳۰ با رژهٔ دندی آغاز شد. این رژه مصداقی از مقاومت بدون خشونت و کمپینی برای تحریم مالیاتیِ انحصارطلبیِ بریتانیا برای تولید نمک در هند بریتانیایی بود که جنبش گسترده‌ای از نافرمانی‌های مدنی را به دنبال داشت. این جنبش سازمان‌یافته‌ترین چالش بریتانیا بعد از جنبش عدم همکاری (۱۹۲۰ تا ۱۹۲۲) و بلافاصله بعد از این بود که کنگرهٔ ملی هند در ژانویهٔ ۱۹۳۰ بیانیهٔ استقلال هند را صادر کرد. ماهاتما گاندی رهبری این رژه را به عهده داشت. او این رژه را از پایگاهش در سابارماتی در نزدیکی روستای احمدآباد شروع کرد و تا ساحل دریا در نزدیکی دندی ادامه داد تا بعد از ۲۳ روز با پیمودن ۳۹۰ کیلومتر، بدون پرداخت مالیات بتواند به تولید نمک بپردازد. در این مدت هندی‌های بسیاری به او پیوستند. ساعت شش و سی دقیقهٔ صبح ۶ آوریل ۱۹۳۰ وقتی که گاندی قانون نمک را زیر پا گذاشت، میلیون‌ها هندی را برانگیخت تا در اعتراض به قوانین راج انگلیسی در مورد نمک، دست به انجام نافرمانی‌های مدنی بزنند.
کمپین نتوانست بریتانیا را از هند بیرون براند اما تأثیر بسیار بزرگی در افکار مردم دربارهٔ بریتانیا و دید بریتانیا از استقلال‌طلبی هند گذاشت. بعد از تولید نمک در دندی، گاندی در امتداد ساحل به سمت جنوب حرکت کرد و ضمن تولید نمک، مردم را برای شرکت در ساتیاگراهایی که قرار بود در داراسانا برگزار شود، دعوت کرد ولی در نیمه‌شب ۴ مه ۱۹۳۰ گاندی بازداشت شد. ساتیاگراها علیه مالیات نمک تا یک سال بعد ادامه پیدا کرد یعنی تا زمانی که گاندی آزاد شد و با لرد ایروین در کنفرانس میزگرد دوم مذاکره کرد. در خلال رژهٔ نمک حدود ۸۰٬۰۰۰ نفر بازداشت شدند.

## بیانیه استقلال
نیمه شب ۳۱ دسامبر ۱۹۲۹ اعضای کمیته ملی هند پرچم این کشور را در کرانه‌های رودخانهٔ راوی در لاهور برافراشتند و خاطر نشان کردند که تا زمانی که فقط یک هندو در هند باقی‌مانده باشد، این پرچم پایین نخواهد آمد. در روز ۲۶ ژانویهٔ ۱۹۳۰ کمیتهٔ ملی هند به رهبری گاندی و جواهر لعل نهرو، بیانیهٔ استقلال هند یا همان پورنا سواراج را منتشر کرد. در بیانیه، اعلام آمادگی برای نپرداختن مالیات و این عبارت گنجانده شده‌بود:
باور داریم که همانند هر انسانی حق مسلم مردم هند است که از آزادی برخوردار باشند و از میوهٔ زحماتشان بهره‌مند شوند و ملزومات زندگی را به عنوان امکانات کامل برای رشد و بالندگی در اختیار داشته باشند. همچنین باور داریم، چنانچه دولتی مردم را از این حقوق محروم کند و به آن‌ها ستم روا دارد، مردم حق بیشتری دارند که آن را تغییر دهند یا ملغی کنند. دولت بریتانیا در هند، نه تنها مردم هند را از آزادی محروم کرده است، که حتی پایه‌های حکومتش را بر استثمار توده‌ها بنا کرده و هند را از منظر اقتصادی، سیاسی، فرهنگی و معنوی تخریب کرده است؛ بنابراین بر این باوریم که هند باید رابطهٔ بریتانیا را قطع کرده و به پورننا سواراج یا استقلال کامل دست یابد.

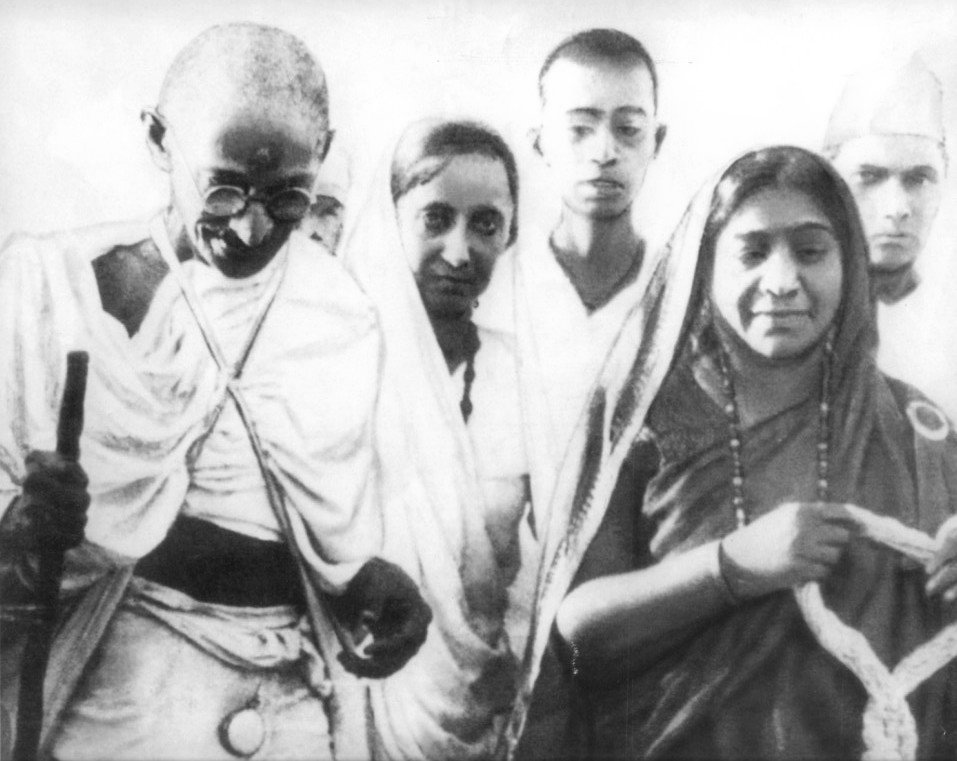
گاندی و ساروجینی نایدو در رژهٔ نمک

در اواسط فوریه، کمیتهٔ کار کنگره، هدایت مرحلهٔ اول نافرمانی‌های مدنی را به گاندی سپرد و قرار شد که در صورت بازداشت گاندی، مسئولیت رهبری جنبش بر عهدهٔ خودِ کنگره باشد و در صورتی که بازداشت‌ها بیشتر و بیشتر شد، کار به ابتکارات مردم سپرده شود. برنامهٔ گاندی این بود که نافرمانی‌های مدنی را با ساتیاگراهایی شروع کند که مالیات بریتانیا بر نمک را هدف بگیرد. اخذ مالیات، جمع‌آوری و تولید نمک در هند طی لایحهٔ سال ۱۸۸۲ به انحصار بریتانیا درآمده بود و با وجودی که ساحل‌نشینان می‌توانستند نمک را به صورت رایگان از دریا بگیرند، باید آن را از دولت می‌خریدند.

## انتخاب نمک برای شروع اعتراضات
پیشنهاد گاندی در مورد اعتراض به مالیات نمک، با دیدی شکاکانه مورد بررسی کمیتهٔ کار کنگره قرار گرفت. جواهر لعل نهرو و موتیلال نهرو نظری ممتنع داشتند و سردار پاتل تحریم درآمدهای زمین را به عنوان جایگزین پیشنهاد کرد. دستگاه حکومتی بریتانیا هم چندان احساس خطری از جانب این طرح نمی‌کرد به‌طوری‌که لرد ایروین، نایب‌السلطنهٔ بریتانیا در نامه‌ای به لندن نوشت:
در حال حاضر دورنمای کمپین نمک مرا شب‌ها بیدار نگه نمی‌دارد.
به هر حال گاندی دلایل موجهی برای انتخابش داشت. مالیات نمک ۸٫۲٪ از درآمد مالیاتی راج انگلیس را شامل می‌شد و این رقم به فقیرترین قشرهای هند آسیب می‌رساند. او حس می‌کرد که این اعتراض، لمس پورنا سواراج را برای قشرهای پایین جامعه ممکن می‌کند؛ همچنین مسلمانان و هندوها را در مصاف با ستم مشترک، متحد می‌کند.

## ساتیاگراها

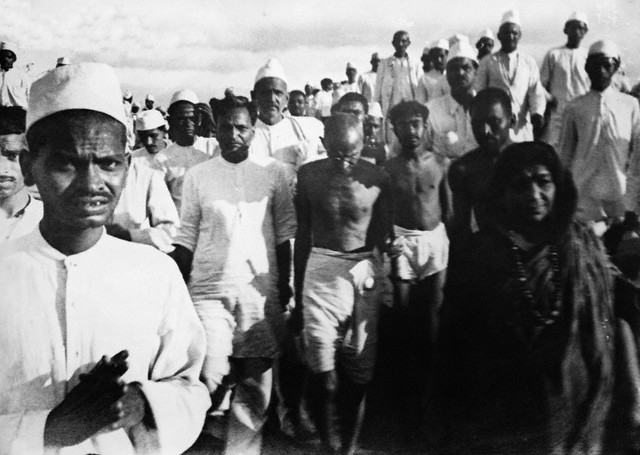
ماهاتما گاندی در میان جمعی از طرفدارانش

ماهاتما گاندی و دیگر اعضای حزب کنگره برای رسیدن به استقلال، تعهد بلند مدتی به نافرمانی‌های بدون خشونتِ مدنی داشتند که پیشتر گاندی، آن را ساتیاگراها نام نهاده بود. رابطهٔ بین ساتیاگراها و پورنا سواراج، از دید گاندی همان رابطهٔ خدشه‌ناپذیر میان وسیله و هدف است؛ یعنی همان رابطه‌ای که بین بذر و درخت وجود دارد. به گفتهٔ او:
اگر وسیله ناخالص باشد، تغییر در جهت پیشرفت نخواهد بود؛ بلکه به احتمال زیاد در جهت خلاف آن خواهد بود. تنها تغییر خالصی که از وضعیتِ سیاسیِ خود ما آمده باشد، سر به سوی پیشرفت خواهد داشت.
ساتیاگراها در تصور گاندی چیزی فراتر از مقاوت منفعلانه بود و با تمرین روش‌های خشونت‌گریز، قوی‌تر می‌شد:
حقیقت (ساتیا) به عشق اشاره دارد و پافشاری (اگراها) مولد است و از همین رو برابرنهاد نیروست. به همین خاطر من جنبش مردم هند را ساتیاگراها خواندم؛ یعنی نیرویی که از حقیقت و عشق و خشونت‌گریزی به دنیا می‌آید؛ و از عبارت «مقاومت منعلانه» استفاده نکردم؛ حتی در نوشته‌های انگلیسی هم از این عبارت پرهیز کزدم و از خود «ساتیاگراها» یا عبارت‌های معادل آن استفاده کردم.
اولین ساتیاگراهای گستردهٔ قابل توجه در هند، جنبش عدم همکاری بود که در سال‌های ۱۹۲۰ تا ۱۹۲۲ به وقوع پیوست. با وجودی که این ساتیاگراها میلیون‌ها هندی را علیه بریتانیا به خیابان کشید، اما اعتراضات به خشونت کشیده شد و ۲۲ پلیس غیر مسلح، کشته شدند. گاندی بر خلاف نظر دیگر اعضای کنگره، اعتراضات را به حالت تعلیق درآورد. او معتقد بود که مردم هند هنوز برای مقاومت بدون خشونت آماده نیستند. ساتیاگراهای بردولی در سال ۱۹۲۸ کمی موفق‌تر بود. این اعتراضات، دولت بریتانیا را فلج کرد و امتیازات قابل توجهی کسب کرد و مهم‌تر این که با پوشش خبری گسترده، پیروزی تبلیغاتی خوبی به نسبت ابعاد ماجرا به همراه آورد. گاندی بعدها اعلام کرد که موفقیت‌های بردولی، باورش را به ساتیاگراها و سواراج تأیید کرد. گاندی در رژهٔ نمک، از حضور شرکت‌کنندگان در ساتیاگراهای بردولی بهره برد؛ به این صورت که در هنگام رژه از همان روستاهایی عبور کرد که در بردولی شرکت کرده بودند.

## رژه به سوی دندی
۱۲ مارس ۱۹۳۰ گاندی به همراه ۷۸ نفر ساتیاگراهی، پیاده به سوی روستای دندی در گجرات به راه افتادند. آن‌ها می‌بایست ۳۹۰ کیلومتر را از سابارماتی آشرام تا دندی طی کنند. همهٔ آن‌ها لباس‌های سفید داشتند؛ به همین دلیل به رژهٔ نمک، رودخانهٔ سفید جاری هم می‌گویند. به گفتهٔ روزنامهٔ رسمی دولت هند که همیشه آمار جمعیت را در اعتراضات کمتر از واقع اعلام می‌کرد، ۱۰۰٬۰۰۰ نفر در راهی که سابارماتی را از احمدآباد جدا می‌کرد، جمع شده‌بودند.
آن‌ها به هر روستایی که می‌رسیدند، جمعیت با طبل و سنج از آن‌ها استقبال می‌کرد و گاندی طی سخنرانی‌هایی مالیات نمک را به عنوان یک عمل غیرانسانی تقبیح می‌کرد و ساتیاگراها را به عنوان مبارزهٔ تهی‌دستان معرفی می‌کرد. آن‌ها هر شب در فضای باز می‌خوابیدند و تنها چیزی که از روستاییان قبول می‌کردند، آب و خوراک بود. گاندی بر این باور بود که این کار، تهی‌دستان را به مبارزه برای استقلال می‌کشاند؛ که برای پیروزی نهایی لازم بود. هر روز تعداد بیشتری به آن‌ها ملحق می‌شدند تا جایی که طول صفوف همراهان به بیش از دو مایل رسید. در طول مسیر او مقاله‌هایی می‌نوشت و با روزنامه‌ها مصاحبه می‌کرد. روزنامهٔ نیویورک تایمز در روزهای ۶ و ۷ آوریل، صفحهٔ اولش را به رژهٔ نمک اختصاص داد.
در روزهای پایانی رژه، گاندی تأکید کرد:
در این نبرد حق علیه قدرت، هم‌نوایی همهٔ جهان را می‌خواهم.

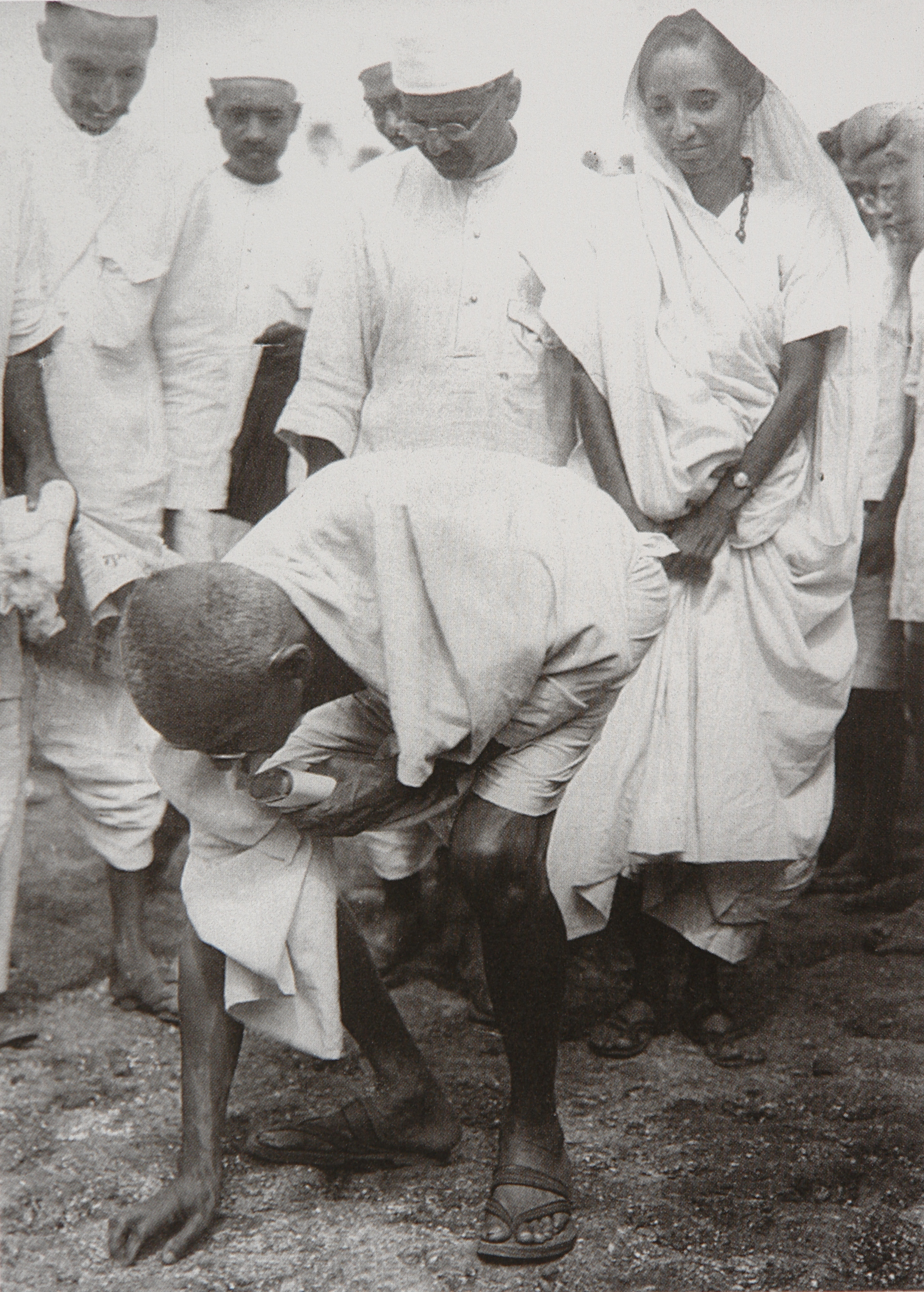
گاندی در حال تولید نمک بدون توجه به قوانین مالیاتی بریتانیا

در روز ۵ آوریل، به محض رسیدن به ساحل، گاندی با آسوشیتد پرس مصاحبه کرد:
نمی‌توانم از سیاستی که دولت در طول این مدت برای عدم مداخله اتخاذ کرده است قدردانی نکنم… کاش می‌توانستم باور کنم که این عدم مداخله حاصل تغییری واقعی در دل یا سیاست آن‌هاست. بی‌اعتنایی گستاخانه‌ای که آن‌ها در مجلس قانون‌گذاری و جریان‌های بالادست نسبت به احساسات مردمی نشان داده‌اند جای شبهه‌ای باقی نمی‌گذارد که سیاست قسی‌القلب استثمار هند به هر قیمتی هم که شده برقرار می‌ماند. تنها تفسیری که من می‌توانم از این عدم مداخله ارائه دهم این است که دولت بریتانیا، با همهٔ قدرتی که دارد، نسبت به افکار عمومی جهان که سرکوب نافرمانی‌های مدنی را تاب نمی‌آورد، حساس است؛ تا زمانی که نافرمانی، مدنی باقی بماند؛ که لازمهٔ آن غیر خشونت‌آمیز بودن آن است… فقط این باقی می‌ماند که ببینیم آیا فردا دولت می‌تواند همان‌طور که این رژه را تحمل کرده، نقض واقعی قوانین نمک را از سوی تعداد بی‌شماری از مردم تحمل کند؟
صبح روز بعد، بعد از نیایش، گاندی توده‌ای گِلِ نمک را برداشت و اعلام کرد:
با این، پایه‌های امپراطوری بریتانیا را می‌لرزانم.
پس از آن، گاندی با جوشاندن گِل در آب دریا، نمکِ غیرمجاز تولید کرد و از همهٔ هزاران همراهش خواست تا هر کجا که مناسب‌تر است، همین کار را انجام دهند.

## نافرمانی مدنی بزرگ

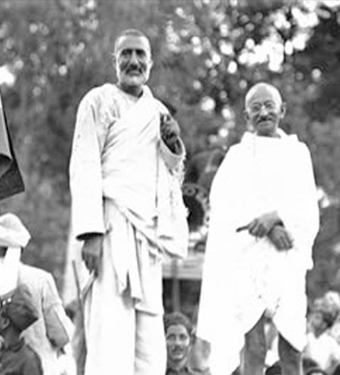
خان عبدالغفار خان و گاندی

میلیون‌ها نفر در هند با تولید یا خرید غیرقانونی نمک، به جریان نافرمانی مدنی پیوستند. نمک غیرقانونی همه‌جای سواحل هند خرید و فروش می‌شد. یک مشت از نمکی که گاندی تولید کرده بود به قیمت ۱٬۶۰۰ روپیه (معادل ۷۵۰ دلار در همان زمان) فروخته شد. در مقابل، تا پایان ماه، دولت بریتانیا بیش از شصت هزار نفر را روانهٔ زندان کرد.
ساتیاگراهای نمک خیلی زود به یک ساتیاگراهای بزرگ تبدیل شد. کشاورزان گجراتی از پرداخت مالیات سر باز زدند. در منطقهٔ میدناپور، چوکیدارها (دیده‌بانان جنگل) و مأموران روستا از سوی مردم طرد شدند و پرداخت مالیات به آن‌ها قطع شد تا جایی که بیش از ۱٬۰۰۰ چوکیدار استعفا دادند. در بمبئی، با هدایت کنگره، معترضان با دراز کشیدن در مسیرها، از ورود کالاهای خارجی جلوگیری کردند و سیاست‌های مشابهی از سوی کنگره در شهرهای مرداس و کلکته در پیش گرفته شد.
در پیشاور، خان عبدالغفار خان گروهش را که به خدمتکاران خدا معروف بودند ترغیب کرد تا به مقاومت مدنی گاندی بپیوندند. خان عبدالغفار خان و دیگر سران خدمتکاران خدا، بازداشت شدند و مردم برای اعتراض به بازداشت‌ها در بازار قصه‌خوانی پیشاور جمع شدند. نیروهای دولتی بریتانیا به سوی مردم غیر مسلح آتش گشودند و حدود ۲۰۰ تا ۳۰۰ نفر را کشتند. در ادمه تشکیلات خدمتگاران خدا غیرقانونی اعلام شد و دفترشان بسته شد و تعدادی از تفنگچی‌های ارتش که از شلیک به سمت مردم سر باز زده بودند، دستگیر و زندانی شدند.
خشونت در کلکته، کراچی و گجرات به اوج خود رسید. بر خلاف جنبش عدم همکاری که خشونت باعث توقف فعالیت‌های گاندی شده‌بود، این بار گاندی بی‌حرکت ماند؛ خواستار توقف خشونت شد و به خانواده‌های قربانیان ادای احترام کرد و گفت: مرگ یک مبارز هیچ‌گاه اندوه به همراه ندارد.
مستندات بریتانیا نشان می‌دهد که دولت بریتانیا از این ساتیاگراها به لرزه درآمد. اعتراض بدون خشونت سبب شد که بریتانیا در اتخاذ تصمیم برای زندانی کردن گاندی مشوش شود. جان کورت کری، رئیس پلیس بریتانیایی هند، ودوود بن، وزیر امور خارجهٔ هند و افراد دیگری در دولت بریتانیایی، مبارزهٔ خشونت‌بار را به مقاومت بدون خشونت ترجیح می‌دادند.

## تأثیرهای بلندمدت
رژهٔ نمک، گام کوچکی در راه پیشرفت جایگاه استقلال‌طلبی در هند بود و در اخذ امتیازهای تأثیرگذار، چندان موفق نبود.
این جنبش حتی در زمینهٔ جذب مسلمانان هم موفق نبود چرا که بسیاری از مسلمانان ساتیاگراها را تحریم کرده‌بودند.
در سال ۱۹۳۴، گاندی از کنگره فاصله گرفت تا بر روی برنامهٔ سازندهٔ خود، که تلاش‌هایی برای پایان دادن به نجس‌پنداری‌ها در جنبش هریجان بود، متمرکز شود. نهرو و اعضای دیگر کنگره در غیاب گاندی، بیش از پیش زیر فشار بودند. بالاخره در سال ۱۹۳۴ رهبران کنگره به‌طور رسمی تصمیم گرفتند که ساتیاگراها را به پایان برسانند.
با وجودی که از میانهٔ دههٔ ۱۹۳۰، قدرت در کنترل بریتانیا بود، اما هند، بریتانیا و افکار عمومی جهان، به‌طور فزاینده‌ای مشروعیتِ خواست‌های گاندی و کنگره را برای استقلال، به رسمیت شناختند.
ساتیاگراهای دههٔ ۱۹۳۰، به بریتانیا نشان داد که کنترلش بر هند در گرو مقبولیتِ آن‌ها در میان مردم هند است. رژهٔ نمک گام بزرگی در راستای مقبولیت‌زدایی از بریتانیا بود.
نهرو بعدها خاطر نشان کرد که رژهٔ نمک نقطهٔ اوج همکاری‌های او و گاندی بود و ارزش رژهٔ نمک در تغییر نگرشی بود که در میان مردم ایجاد کرد:
بی‌شک این جنبش‌ها فشار زیادی به دولت بریتانیا وارد آورد و دستگاه دولت را لرزاند، اما ارزش حقیقی آن‌ها، به گمان من، در پس تأثیرهایی که روی مردم خودمان، به ویژه توده‌های روستایی ما داشت، نهفته است… جنبش عدم همکاری، آن‌ها را از منجلاب بیرون کشید و به آن‌ها اعتماد به نفس و عزت نفس داد… آن‌ها دلاورانه رفتار کردند و به‌آسانی به ستم ناعادلانه تن ندادند؛ چشم‌انداز آن‌ها فراخ‌تر شد و کم‌کم به هند به چشم یک کلِ واحد نگریستند… تحول قابل توجهی بود و کنگره به رهبری گاندی باید به آن ببالد.
بیش از سی سال بعد، در دههٔ ۶۰، ساتیاگراها و رژه به سوی دندی، تأثیرهای ژرفی بر مارتین لوتر کینگ و مبارزه‌هایش در زمینهٔ حقوق مدنی سیاهان گذاشت:
 مانند بیشتر مردم، من هم در مورد گاندی شنیده بودم؛ ولی هیچ وقت به‌طور جدی او را مورد مطالعه قرار نداده بودم. وقتی که خواندم، بسیار مجذوب کمپین‌های مقاومت بدون خشونت او شدم. به‌طور خاص تحت تأثیر رژهٔ نمک به سمت دریا و روزه‌های متعدد او قرار گرفتم. مفهوم کلی ساتیاگراها (ساتیا به معنی راستی و اگراها به معنی نیروست؛ بنابراین ساتیاگراها یعنی نیروی راستی یا نیروی عشق) عمیقاً مورد توجه من قرار گرفت. هر چه در فلسفهٔ گاندی عمیق‌تر می‌شدم، کم‌کم شک و تردید من در مورد نیروی عشق کمتر می‌شد تا این که برای نخستین بار قدرتم را در محیط دیدم.

## یادداشت
1. ↑  Dalton, 72.
2. ↑  Ackerman and  DuVall, 109.
3. ↑  Dalton, 92.
4. ↑  Johnson, 234.
5. ↑  Wolpert, 141.
6. ↑  Ackerman and  DuVall, 83.
7. ↑  Dalton, 91.
8. ↑  Dalton, 100.
9. ↑  Johnson, 32 (نهرو که به انتخاب نمک به عنوان اولین موضوع تمرکز مشکوک بود دریافت که اشتباه کرده بود…).
10. ↑  Ackerman and  DuVall, 84 (نامه به لندن).
11. ↑  Gandhi and  Dalton, 72.
12. ↑  Dalton, 9–10.
13. ↑  Ackerman and  DuVall, 108.
14. ↑  Gandhi and  Dalton, 15.
15. ↑  Johnson, 118.
16. ↑  Johnson, 164.
17. ↑  Dalton, 48.
18. ↑  Dalton, 93.
19. ↑  Dalton, 94–95.
20. ↑  Weber, 140.
21. ↑  Ackerman and  DuVall, 86.
22. ↑  Gandhi, 237.
23. ↑  Dalton, 221.
24. ↑  Gandhi and  Dalton, 72.
25. ↑  Gandhi, 238-239.
26. ↑  Gandhi and  Dalton, 72.
27. ↑  Gandhi, 238-239.
28. ↑  Ackerman and  DuVall, 96–97.
29. ↑  Easwaran, 121-124.
30. ↑  Wolpert، 149.
31. ↑  Johnson، 33.
32. ↑  Ackerman and  DuVall, 106 (... تأثیر کم‌رنگی در وضعیت امپراتوری در قلمرو یا استقلال کامل، داشت. و حتی در زمینه‌های مادی و اقتصادی که گاندی آن را حیاتی می‌خواند، امتیازهای مهمی به دست نیاوردند.).
33. ↑  Dalton, 119-120.
34. ↑  Johnson, 36.
35. ↑  Johnson, 37.
36. ↑  Ackerman and  DuVall, 106.
37. ↑  Fisher, 368.
38. ↑  Johnson, 37.
39. ↑  King, Jr.